# Patinatge sobre gel

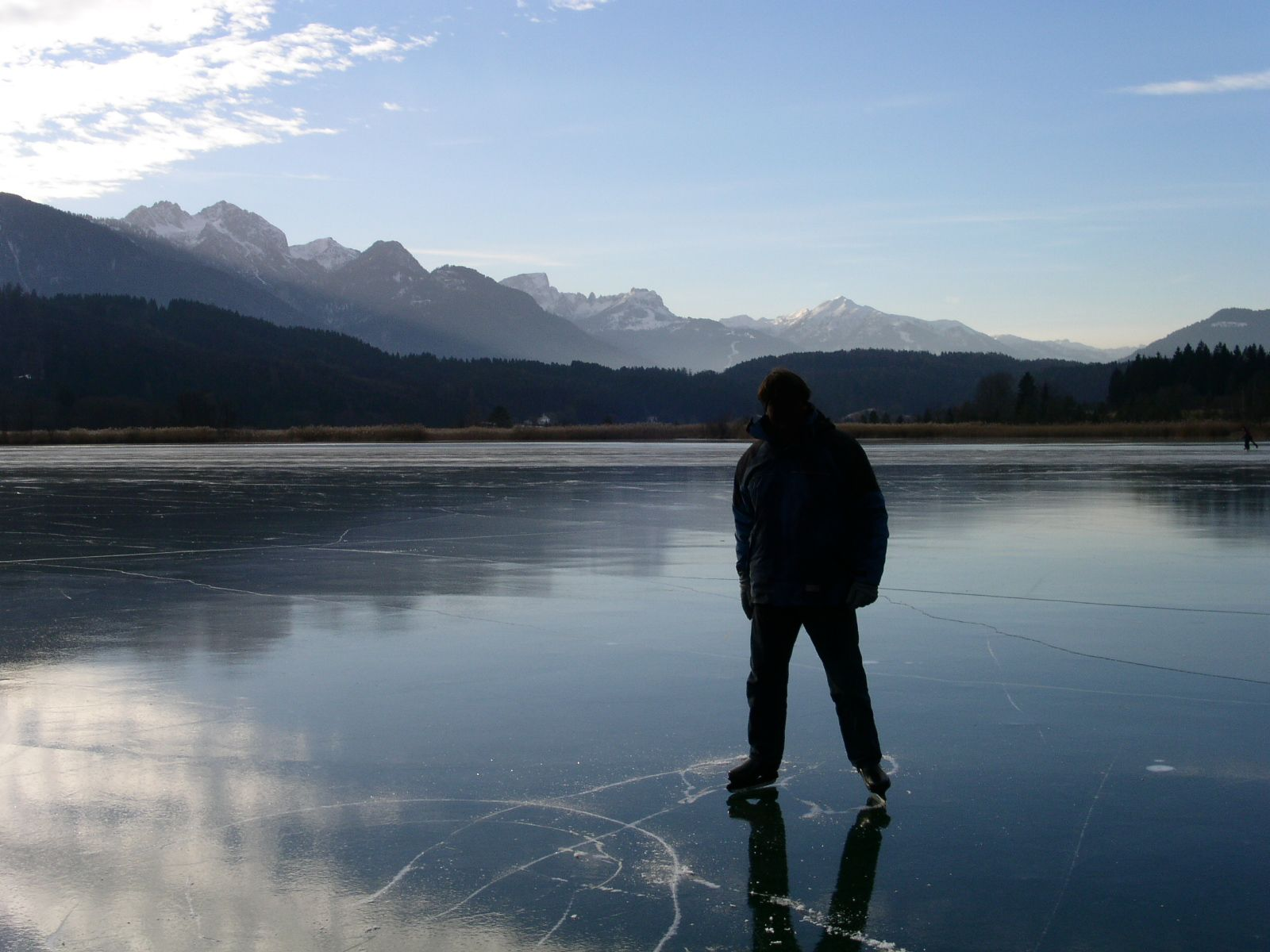
Patinatge sobre gel d'exterior a Àustria

El patinatge sobre gel consisteix a desplaçar-se sobre el gel mitjançant la utilització d'un patí sobre gel.

## Història[1]
Un estudi de Federico Formenti de la Universitat d'Oxford suggereix que la forma de patinatge sobre gel més antiga succeí al sud de Finlàndia fa uns 4.000 anys.
Segons sembla, els patins sobre gel foren inventats pels holandesos cal al segle xiii o xiv, fabricats amb una fulla de metall molt afilat a la part de sota de la bota per evitar el fregament amb el terra. En línies generals els patins actuals han romàs d'igual forma.

## Esports basats en el patinatge sobre gel
Són diversos els esports que basen una de les seves característiques en el patinatge sobre gel. A saber:
- Hoquei sobre gel: esport d'equip que es juga sobre el gel, amb l'objectiu de marcar gols introduint un puck (una mena de disc o pastilla) dins de la porteria de l'equip rival, xutant-la amb un estic.
- Bandy: esport d'equip que es juga sobre el gel, amb estics, una petita pilota i regles similars a les de l'hoquei sobre herba.
- Patinatge artístic sobre gel: esport que es practica en categoria individual (masculí o femení), sincronitzat, parelles mixtes o grups, que consisteix a realitzar girs, salts i altres moviments sobre el gel de forma artística i rítmica al compàs de la música.
- Ringette: esport d'equip jugat sobre gel, on l'objectiu és marcar gols disparant un disc dins de la porteria contrària utilitzant un estic llarg i sense fulla.
- Patinatge de velocitat sobre gel: competició consistent en curses els participants recorren certes distàncies en el menor temps possible. Algunes variants:
  - Patinatge de velocitat en pista curta
  - Patinatge de velocitat sobre gel marató
  - Short Track
- Patinatge nòrdic o Tour skating: és una activitat recreativa molt estesa als països nòrdics, com Suècia, Noruega o Finlàndia, on els participats recorren llargues distàncies patinant sobre el gel natural.

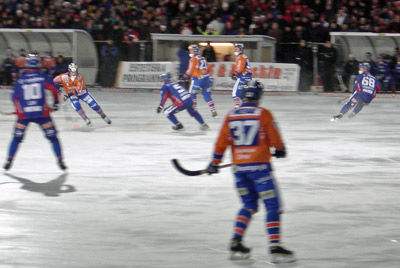
Bandy
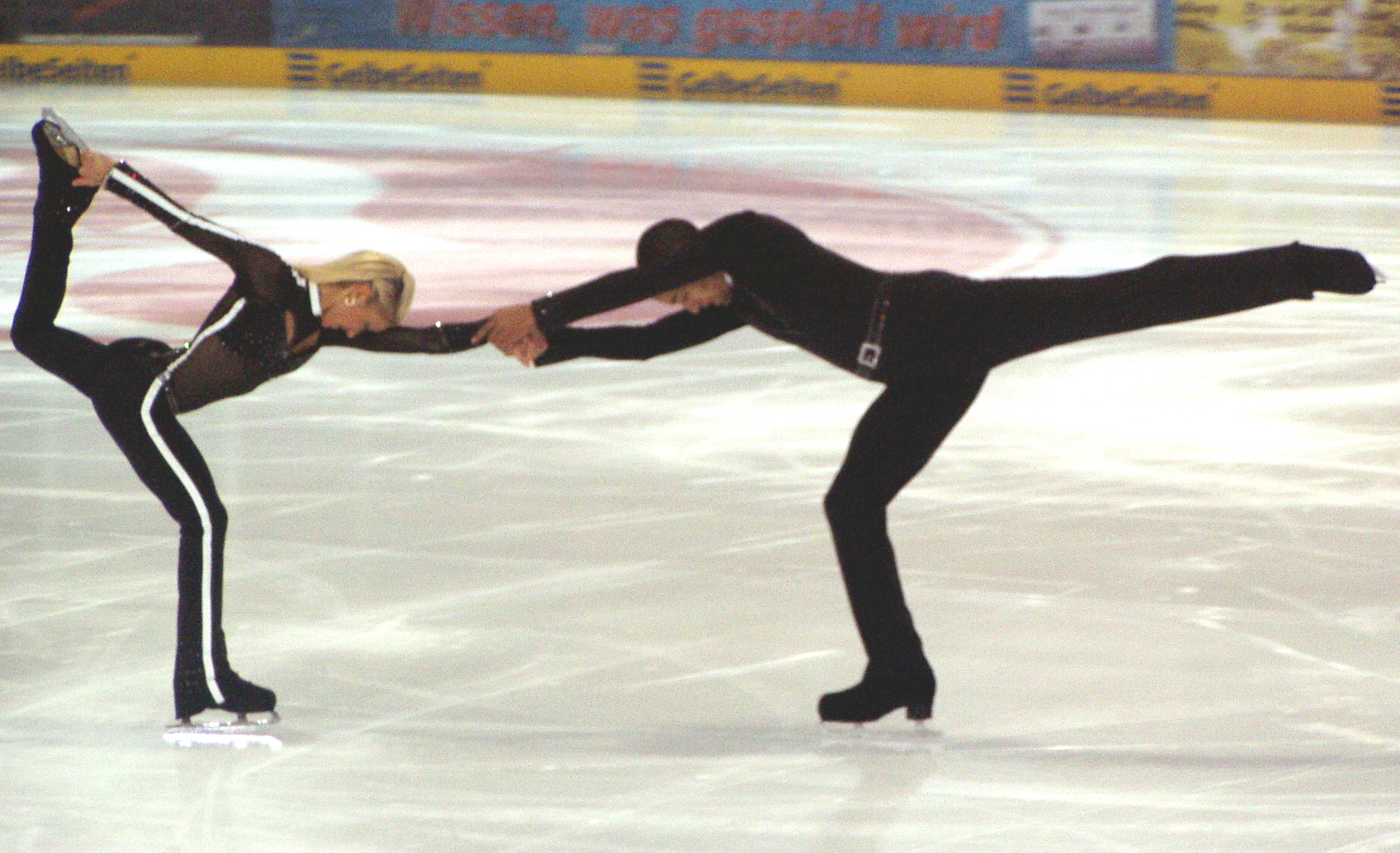
Patinatge artístic
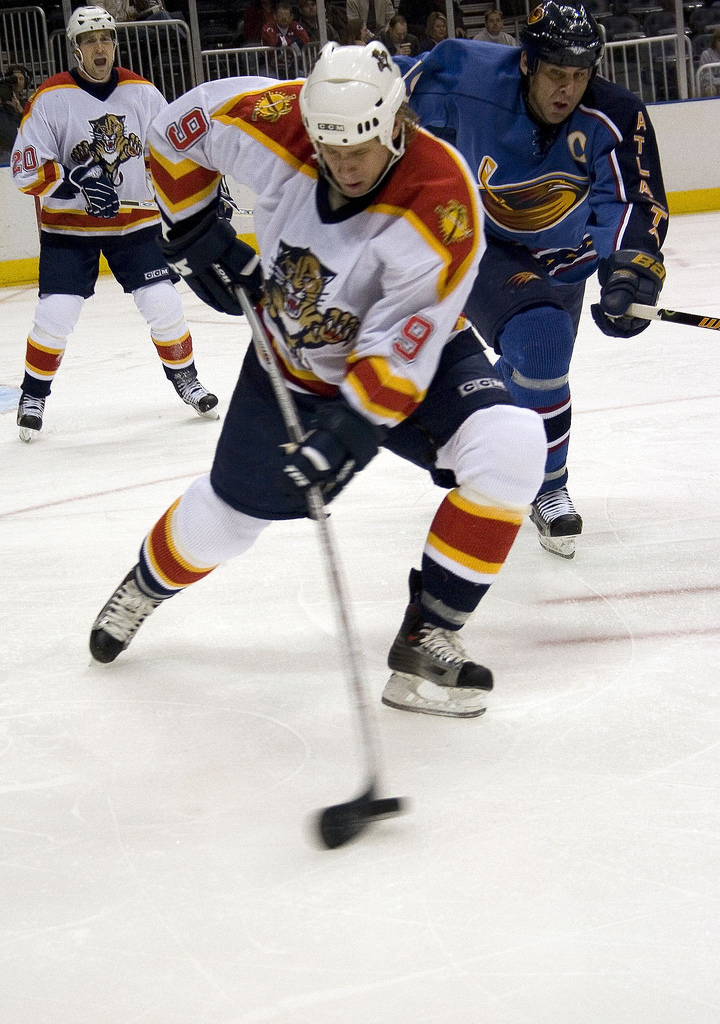
Hoquei gel
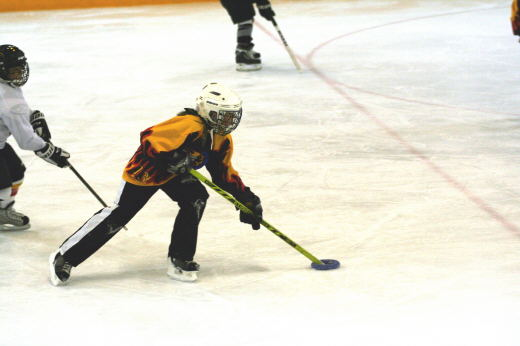
Ringette
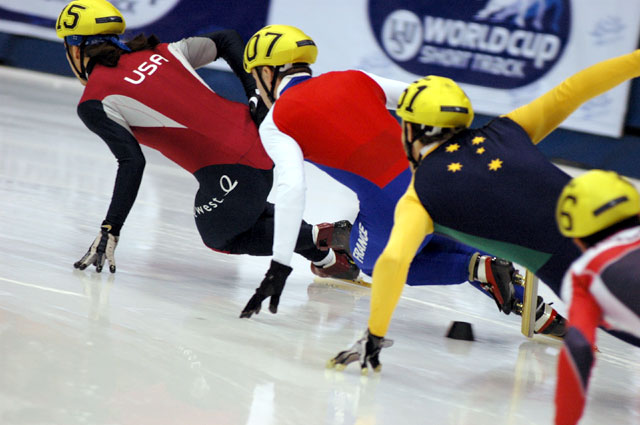
Patinatge de velocitat
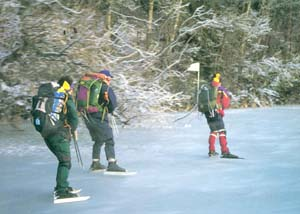
Patinatge nòrdic